# Uwe Lulis
Uwe Lulis (Osnabruck, 6 dicembre 1965) è un chitarrista e produttore discografico tedesco, conosciuto prevalentemente per essere membro della band heavy metal Accept e in precedenza dei Grave Digger, nonché come produttore discografico.

## Biografia
Lulis è un noto produttore e possiede l'etichetta Black Solaris Studios, con la quale ha prodotto band come Wizard e Paragon.
Lulis lasciò i Grave Digger nel 2000 e formò la sua band Rebellion insieme a Tomi Göttlich, ed altri due membri. Lulis ha lasciato i Rebellion nel 2010.
Nell'ottobre 2008, Lulis si ruppe la gamba destra in un incidente motociclistico. Per questo motivo, la band Rebellion ha usato un solo chitarrista nei concerti già programmati.
Nel 2015, Lulis si è unito agli Accept come sostituto del chitarrista Herman Frank.

## Discografia

### Solista
- 2004 - Louder Than the Dragon
- 2007 - The Best in Rock and Metal

### Accept
- 2017 - The Rise of Chaos
- 2021 - Too Mean to Die

### Grave Digger
- 1993 – The Reaper
- 1995 – Heart of Darkness
- 1996 – Tunes of War
- 1998 – Knights of the Cross
- 1999 – Excalibur

### Collaborazioni
- 2001 - And So It Burns - Imagica
- 2003 - Beyond Earth - Oratory
- 2010 - Savage Grace - Master of Disguise
- 2010 - in Your Honour - Black Majesty
- 2013 - Swedish Empire Live - Sabaton